# Хейлівщина

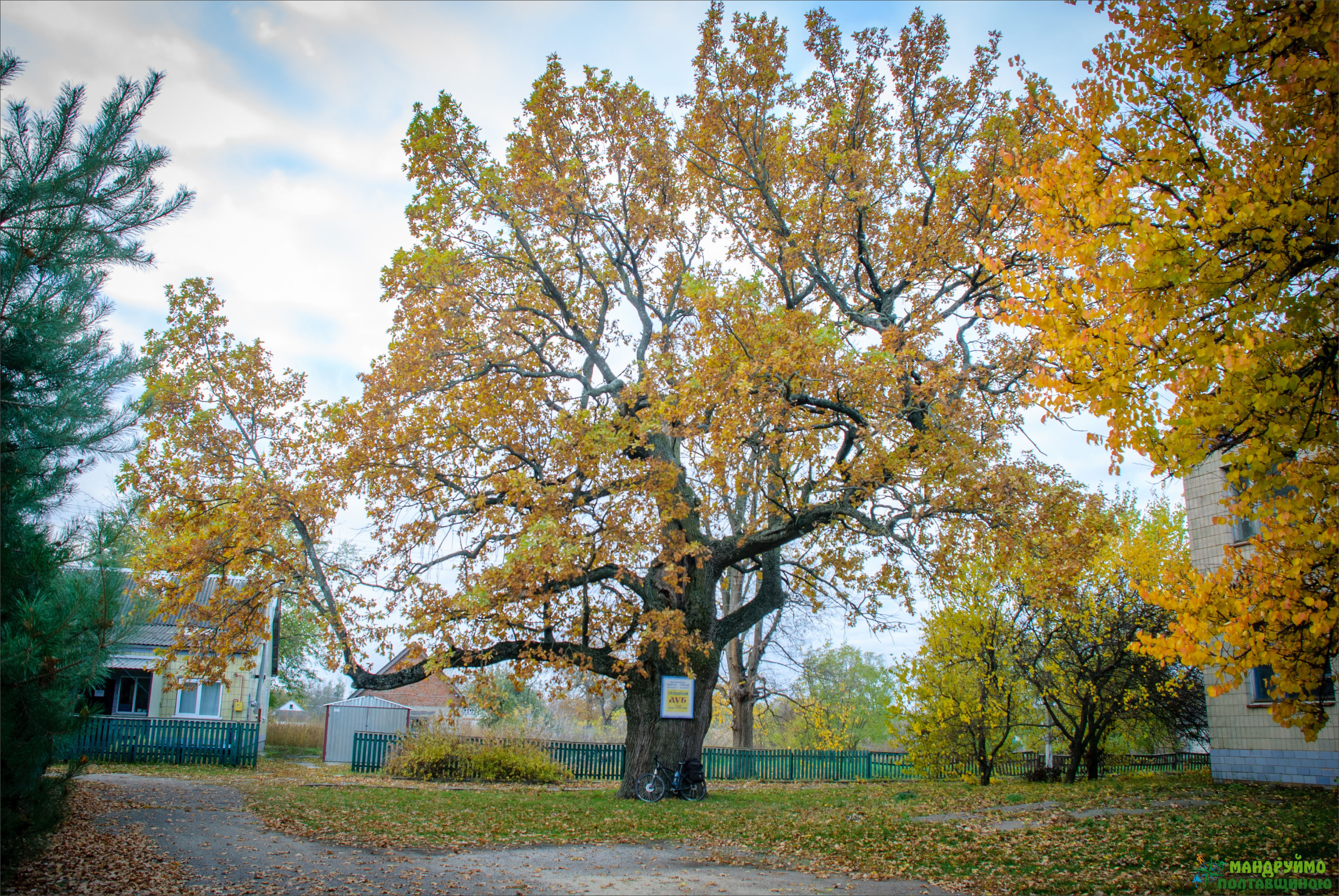
500-річний дуб – пам'ятник природи

Хе́йлівщина — село в Україні, у Чорнухинській селищній громаді Лубенського району Полтавської області. Населення становить 463 осіб. До 2020 року орган місцевого самоврядування — Хейлівщинська сільська рада.

## Географія
Село Хейлівщина знаходиться на відстані 1 км від сіл Чаплинка та Яцюкове, за 1,5 км від села Новий Артополот (зняте з обліку) та за 2 км від села Богданівка. По селу протікає пересихаючий струмок з загатою.

## Історія

### Доісторичний період
Археологічні дослідження кургану поблизу с. Олександрівка (за 2.5 км від с. Хейлівщина — «Олександрівський курган») проведені археологічною експедицією А. Супруненка в серпні 1989 року, в якому було досліджено 6 поховальних комплексів ямної епохи ранньої бронзи, які датуються 2400 −1900 рр. до н. е. підтверджують існування населеного пункту в більш ранній період.

### Російська імперія
На початку XIX століття єдиного села не було. На карті Лохвицького повіту воно значиться як хутір Хейлівський-Казенний, з числом домогосподарів 64 за подвірним переписом 1887 року (док. № 1).Село було розділене на дві частини земляним ровом, північна частина була кріпосною, південна належала казні.
Тут було декілька хуторів:
1. Сотницьке, жили кріпосні селяни пана Ворони на прізвища: Машина, Білоус, Дейнека, Семенченко, Дробіт, Кононенко, Дворніченко та був розташований панський кінний завод.

1. Сенецька гора — жив пан Таранський, та декілька сімей куплених ним кріпосних селян на прізвища: Коломієць, Усик, Ратушні. Ратушний Йосип був переселений з села Брисі Лохвицького повіту за непокору панові. Перші роки прожив з сім'єю в землянці, викопаній під Сенецькою горою, а в майбутньому став господарем і мав млин на Сенецькій горі.

1. Чернечий хутір — належав до Свято — Троїцького монастиря Красногорського чорнуського монастиря, який володів 274 десятинами землі і був розташований за Сухою Лохвицею.

1. Халещина — жив пан Ведмідь, який мав до 100 десятин землі та кріпосних селян.

Документального підтвердження походження назви с. Хейлівщина на сьогоднішній день немає. За переказами старожилів та не підтвердженими даними існує дві версії походження цієї назви:
- Після скасування кріпосного права в 1861 році селяни хуторів отримали особисту свободу і ввійшли до Кизлівської волості. Селяни щорічно платили державний податок, який збирав Хейло. Від його прізвища стали називати частину Сотницького (Низ), а пізніше і весь об'єднаний хутір Хейлівщиною.

- Хутір, який знаходився в степу за Артополотом належав Леонтію Хейлу і був придбаний Красногірським монастирем у 1717 році ?

До 1905 року село було майже повністю безграмотне. Крім Оверченка Тимофія Андрійовича, Литвина Андрія Прокоповича, Бутка Панасія Свиридоновича, які отримали початкову освіту від москаля Перепелиці Максима. На кінець 1905—1906 рр. у селі збудовано церковно-приходську 3-х класну школу, яка належала до Гілецької церкви. Першим учителем був Семикіп.

### Українська Народна Республіка
В 1917 році село входить до складу Української Народної Республіки.

### Перша радянська окупація
Внаслідок поразки Перших визвольних змагань село надовго окуповане більшовицькими загарбниками.
Після окупації села більшовиками старосту села Карбана Якова та писаря Оверченка Тимофія Андрійовича викликали до земського начальника Дорошенка в с. Білоусівка і дуже по-доброму, чого раніше не було, повідомили, що Тимчасового уряду не має, а влада переходить до революційного комітету бідноти, який потрібно створити в селі. Керівниками були Бородавка Антін Кіндратович, Семенченко Василь Никифорович. В роки українсько-більшовицької війни на територія села та навколишніх сіл діяв загін Хоменка.
Після українсько-більшовицької війни на заміну комітету бідноти була створена сільська рада першим головою якої був Ярмоленко Гнат Юхимович.
1924 році в центрі селі побудована нова церква святого Івана, якої до того часу не було. Новобудова проіснувала недовго. У зв'язку з політикою Комуністичної партії по відокремленню церкви від держави в 1935 році вона була розібрана. Самими активними руйнівниками були, Усик Максим Лук'янович, Карбан Іван, Голота Григорій, який в майбутньому став одним з активних учасників церковного хору Гілецької церкви. На місці церкви з її будівельних матеріалів було збудовано перший в селі сільський магазин.
В 1925 році була створена більшовицька партійна організація. Ініціаторами її створення були Патала Артем та Патала Лука, а в 1926 році створена комсомольська організація на чолі з Голотою Григорієм Андрійовичем і Машиною Антіном Прохоровичем.
У 1930 році в селі організовуються перші сільськогосподарські артілі: Територія Сенецької гори та хутора Низ — к-п «Нове життя» голова Комар Іван Ивович; к-п «Червона зірка» — Сотницьке, голова — Вертелецький Максим Макарович; к-п «Вільна праця» — центр села, голова Усик Максим Лук'янович; с. Олександрівка — к-п ім. Карла Маркса; с. Чаплинка — к-п ім. Леніна. В 1933 році три колгоспи (бригади) об'єдналися в колгосп ім. Блюхера. Головою обрали Комаря Івана Ивовича, а села Олександрівка і Чаплинка були об'єднані в колгосп ім. Карла Маркса, голова колгоспу Бурим Митрофан. Обидва колгоспи мали 1200 гектарів орної землі, яка оброблялася волами, кіньми та Чорнухинським МТС, яка було створена в 1935 році в Чорнухах, а в 1935 році її було переведено на межу з Чернігівською областю в хутір Роките, за 12 км від с. Хейлівщина.
У 30—40-х рр. XX ст. колгосп займався вирощуванням сільськогосподарських зернових культур, коноплі, базиліку і тютюну. Найкращих показників у вирощуванні базиліку добилася ланкова Дробіт Мотря Михайлівна, яка на площі 1 гектара вирощувала базиліку стільки, що з нього виробляли 110 кг камфори. За ці успіхи вона була нагороджена медаллю «За трудову доблесть», яку отримала в Москві.
В 1932–1933, під час примусової колективізації та утворення колгоспів, селяни пережили сталінський геноцид.
В 1935 році з ініціативи директора школи Пономаренка Олексія Григоровича та голови сільської ради Бутка Василя Свиридовича на загальних зборах колгоспників було поставлено питання про будівництво школи. Було доручено колгоспницям-стахановкам Дробіт Мотрі Степанівні, Семенченко Насті Василівні, голові сільської ради Бутку Василю Свиридоновичу, директору школи Пономаренку О. Г. та Машині Дмитру Петровичу написати листа від імені всіх колгоспників у Київ до Постишева, з проханням допомогти побудувати школу в с. Хейлівщина. Школу планувалося збудувати дерев'яною, але в селі побував Григорій Іванович Петровський, який сказав: «Нет, здесь будет школа каменная».[джерело?]
У будівництві школи брали активну участь всі навколишні села — Гільці, Білоусівка, Чорнухи, Лохвиця, з яких до с. Хейлівщина потяглися валки підвід (воли та коні) з цеглою. В селі був і свій цегельний завод біля Сергієнкового горба, в якому випалювали цеглу в ямах при допомозі соломи. Будівництво велося без використання техніки, вручну. Очевидці згадують Білоус Настю Пилипівну, яка ідучи з степу, після виснажливого робочого дня на жнивах, організовувала жінок на піднесення цегли на другий поверх школи.
У 1937 році в селі побудовано двоповерхову семирічну школу, яка в вересні 1941 року перетворилася на місце перебування німців на території села. Територія навколо школи перетворилася на пустку, молодий сад, який уже почав давати перші плоди, зрубали для маскування машин і танків. Декілька разів на території школи зупинявся німецький каральний загін. На території міст Лохвиця, Лубни були розстріляні Машина Антон Іванович, Машина Дмитро Петрович, учитель Стефанович Василь Іванович, директор школи Пономаренко Олексій Григорович, Харевич Федір Пантелеймонович.

### Німецька окупація
Під час німецької окупації (19.ІХ.1941 — 23.Х.1943) з території Хейлівщинської сільської ради до Німеччини вивезено 73 чол. (дані не повні, зібрані за свідченнями старожилів). З фронтів війни не повернулося 105 чоловік.

### Друга радянська окупація
На основі проведеного дослідження історико-краєзнавчим загоном «Краяни» архівних даних Хейлівщинської сільської ради, погосподарського перепису 1948—1949 рр. чисельність населення становила 844 чол., та за спогадами старожилів села Малик Ольги Федорівни, Кононенко Григорія Павловича, Кононенко Уляни Трохимівни, Здоровик Ганни Григорівни, Карбан Уляни Степенівни, Матала Ганни Степанівни, в с. Хейлівщина було 218 дворів.
За станом на 1962—1963 рр.:
Кількість дворів — 345.
Населення: чоловіків — 577, жінок — 736.
З них працювало
- на будівництві — 18 чол.
- в сільському господарстві — 574 чол.
- на транспорті — 8 чол.
- в торгівлі 4 чол.
- в галузі освіти, науки та культури — 22 чол.
- в адміністративному апараті — 5 чол.
- в медичних установах — 3 чол.

У 1970-х — 1980-х рр. у зв'язку з політикою Комуністичної партії Радянського Союзу значна частина населення села, як і навколишніх сіл, виїхала за його межі. Село не мало доріг з твердим покриттям, газу, водопостачання, з 1974 по 1982 рік у селі не збудовано жодного житлового будинку, жодного господарського приміщення. З 1976 по 1982 роки з Хейлівщини виїхали в Лохвицю, Лубни, та інші навколишні населені пункти майже 20 молодих сімей. Відбувається поступовий занепад села, відродження якого розпочалося з приходом у 1983 році на посаду голови колгоспу Галушки Олексія Івановича, який до цього працював бригадиром в к-п. Перемога. Його наполегливою працею, бажанням і стараннями не та стала Хейлівщина, різко змінилося обличчя села, яке донедавна долею сліпого випадку вважалося неперспективним. Такими ж були і навколишні села Олександрівка і Чаплинка, які входять в одне господарство. В селі побудовано 27 одноквартирних будинків, з них 15 — господарським способом, будинок тваринників, їдальню на 50 місць, магазин, комплексно-побутовий приймальний пункт, фельдшерсько—акушерський пункт, лазня, гуртожиток, двоповерхове приміщення контори к-п. ім. Чапаєва. Прокладено більше 3 кілометрів доріг з твердим покриттям, 1.1 км водопроводу, проведено капітальний ремонт сільського клубу, добудовано дитячий садок. Як наслідок всього цього стало 20 весіль 1986—1987 рр. зросла чисельність населення як за рахунок народжуваності так і переселення молодих сімей з різних регіонів України в с. Хейлівщина. За збереження села, його процвітання, односельці одну з вулиць села назвали ім'ям Олексія Івановича Галушки. Незалежна Україна
З 24 серпня 1991 року село входить до складу незалежної України.
З 1994 року в селі немає жодного не газифікованого будинку.
У демографічному плані в селі знову відбувається занепад; населення становить 461 чол. 14 .09.23. в Хейлівщині закрито школу.

## Пам'ятки
На території села розташована ботанічна пам'ятка природи місцевого значення «Хейлівщинський дуб».

## Відомі мешканці
У селі народилися: Заздравнова (до шлюбу Кривошей) Ольга Іванівна), доктор філософських наук, професор.